# Armoiries de la Papouasie occidentale

République de Papouasie occidentale

Les armoiries de la Papouasie occidentale ont été adoptées en 1971, année de la proclamation de l'indépendance de la République de Papouasie occidentale (non reconnue comme État indépendant).
Le bouclier représente le drapeau de l’ancienne Nouvelle-Guinée néerlandaise , le drapeau de l'Étoile du matin, et il est soutenu par un pigeon Mambruk, qui tient aussi un tambour kundu et un paquet de flèches dans ses griffes. Le tout est dominé par un bandeau portant la devise « One people, one soul » (soit « Un peuple, une âme »).